# Haematopota lukiangensis
Haematopota lukiangensis är en tvåvingeart som beskrevs av Liu och Wang 1977. Haematopota lukiangensis ingår i släktet Haematopota och familjen bromsar. Inga underarter finns listade i Catalogue of Life.